# Gasteria rawlinsonii
Gasteria rawlinsonii là một loài thực vật có hoa trong họ Măng tây. Loài này được Oberm. mô tả khoa học đầu tiên năm 1976.